# Petalás
 (juillet 2025).
Si vous disposez d'ouvrages ou d'articles de référence ou si vous connaissez des sites web de qualité traitant du thème abordé ici, merci de compléter l'article en donnant les références utiles à sa vérifiabilité et en les liant à la section « Notes et références ».
Petalás (en grec moderne : Πεταλάς) est la plus grande des îles Échinades (5,4 km2) dans l'archipel des îles Ioniennes,,. De propriété privée, elle a récemment été mise en vente. 
Certains auteurs, comme William Martin Leake, ont fait l'hypothèse qu'elle correspond à Doulichion, l'endroit duquel, d'après l'Iliade, quarante navires sont partis pour Troie. Toutefois, Strabon et la plupart des auteurs modernes identifient plutôt Doulichion comme correspondant à Makri, une île à proximité de Petalás.